# Николай Гидрунтский
Николай Гидрунтский (также Отрантский, в монашестве Нектарий; между 1155 и 1160, Отранто, область Апулия, Италия — 9 февраля 1235, Казоле (Казулы)) — византийский писатель, поэт, переводчик, полемист, богослов.
Биографических сведений о его жизни осталось немного. Известно, что в 1205—1207 и в 1214—1215 годах он, благодаря своему хорошему знанию латыни, в качестве переводчика сопровождал в Константинополь для переговоров о церковной унии папских легатов, в первый раз кардинала Бенедикта, а затем кардинала Пелагия. Приблизительно в 1219—1220 годах (не позднее 1205) получил место настоятеля монастыря святого Николая в Казоле, рядом с Отранто. В 1223—1225 годах был послом императора Фридриха II Штауфена в Никее, при дворе императора Иоанна III Дуки Ватаца, а в 1232 году представлял греческие церкви Апулии на Папской курии. Возглавлял общество итало-византийских поэтов в родном Отранто.
Свои произведения Николай Гидрунтский писал на греческом языке. Его сохранившееся поэтическое наследие представлено примерно 25 стихотворениями, написанными 12-сложником, представляющими собой короткие эпиграммы, адресатами которых были прежние настоятели возглавлявшегося им монастыря. Среди других поэтических произведений — четверостишия, адресованные сотнику Лонгину и Иосифу Аримафейскому. Он также составил апологию художественных произведений своего земляка Павла Гидрунтского.
Из прозаических произведений Николая Гидрунтского сохранились три «речи против латинян», написанные им на латинском и греческом языках. Эти речи были написаны им приблизительно в 1222—1225 годах; в них он рассуждает в догматической форме о превосходстве православного учения над римско-католическим. В 1896 году эти речи были переведены на русский язык. Сохранилось также: два послания по богослужебным вопросам его авторства (после 1225 и после 1232 года), адресованные клирикам Южной Италии; написанный на греческом языке диалог «Рассуждение против иудеев» (около 1220 года), в котором Николай косвенно, но подробно описывает жизнь иудейской общины Константинополя после пожара, произошедшего в еврейском квартале города в 1203 году (данное сочинение признаётся ценным историческим источником до сих пор); переводы на латинский язык греческих литургических текстов (включая литургию Василия Великого и патриарха Германа I Константинопольского, которую он также снабдил пояснениями); подстраничный перевод и транслитерация на греческий язык латинской мессы (эта работа ранее ошибочно приписывалась Николаю Месариту). Кроме того, перу Николая Гидрунтского принадлежит трактат по геомантии и астрологии «Искусство резца», написанный им по арабским источникам.